# Drůbeží maso

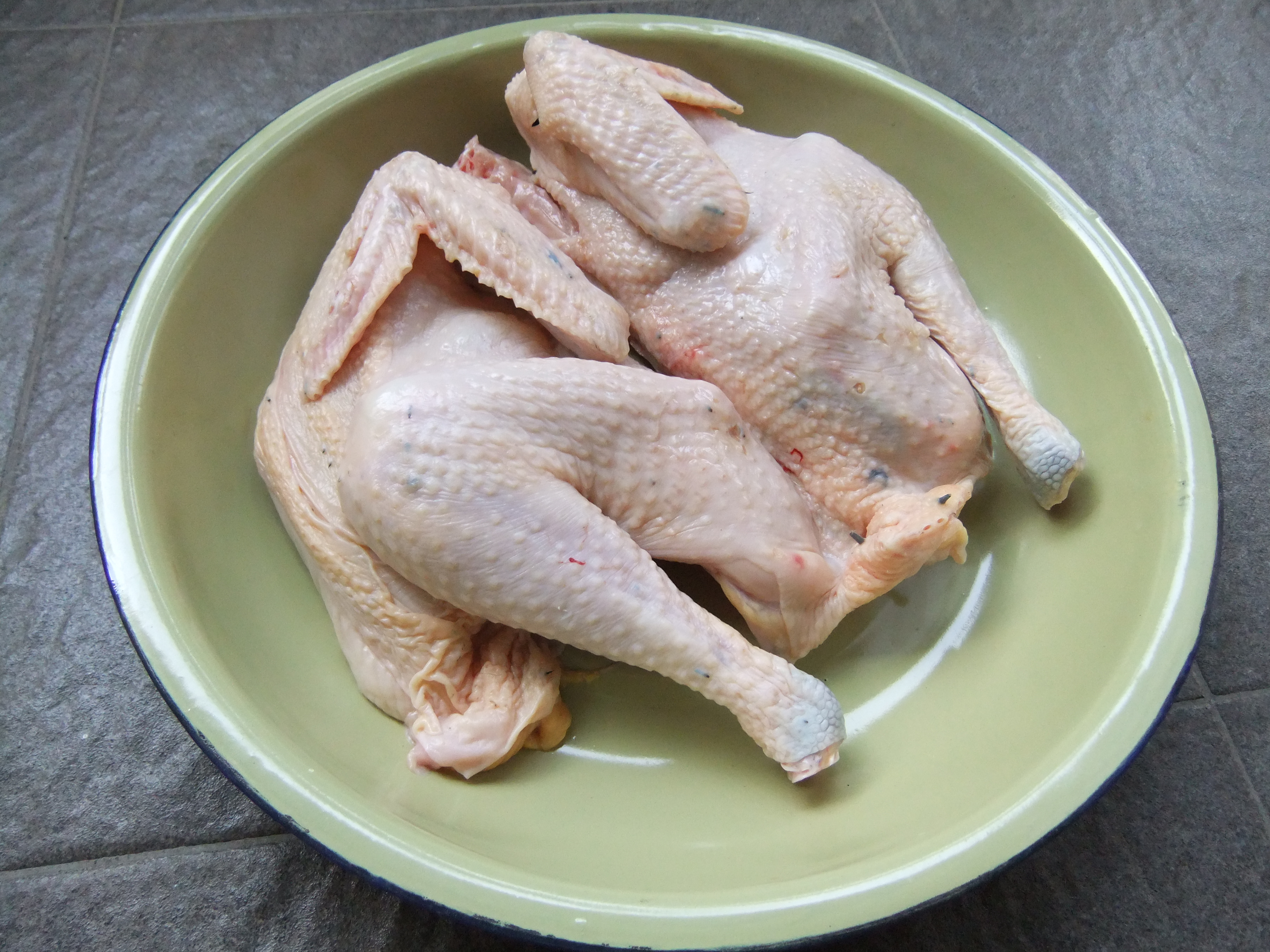
Celé kuře, připravené ke zpracování

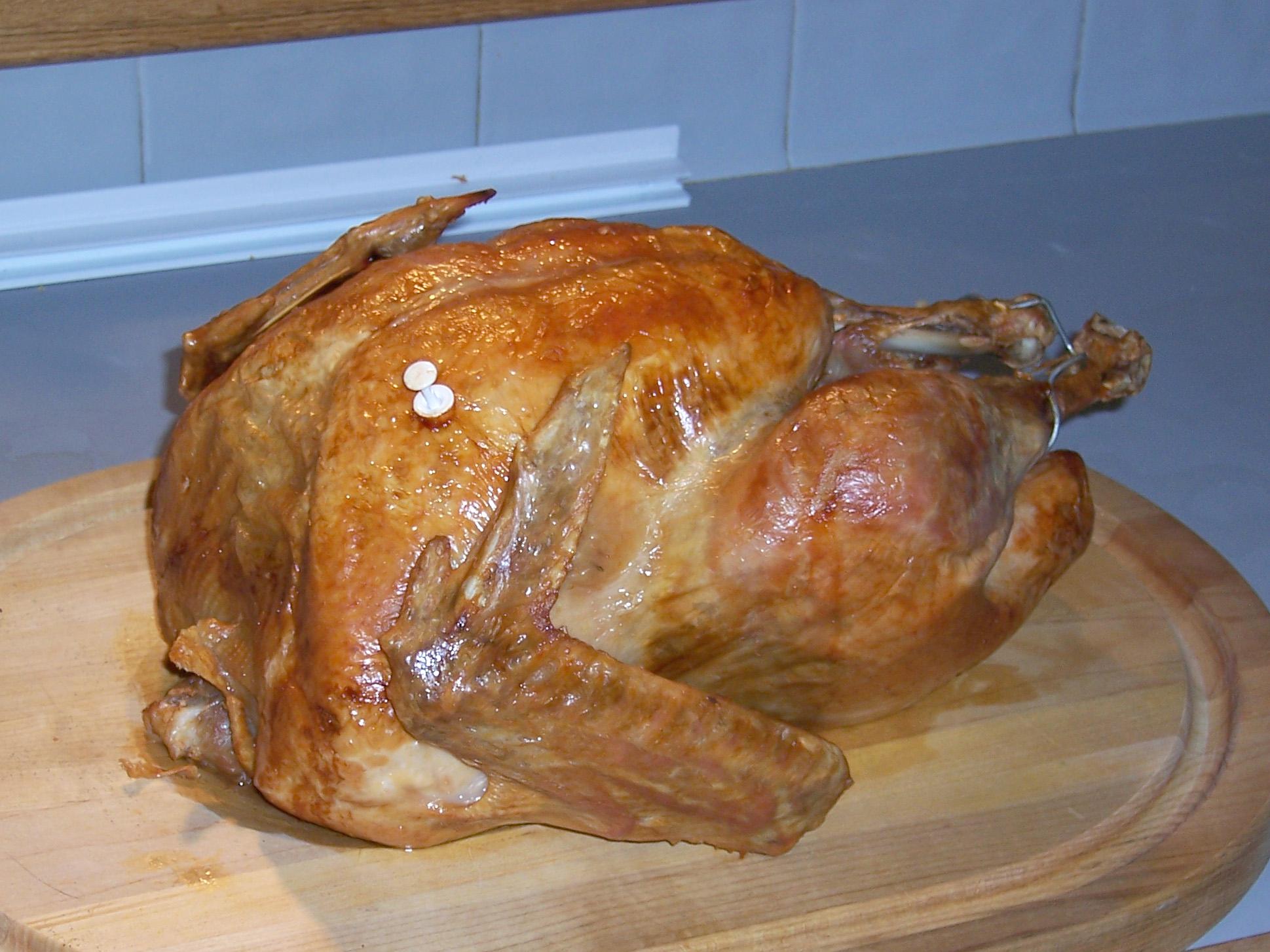
Pečená krůta

Drůbeží maso je označení pro typ masa, které pochází z drůbeže, tj. ze všech domácích ptáků, kteří jsou chováni za účelem pozdější konzumace. Typicky jde o maso ze slepice (kuřecí maso), krůty (krůtí maso), husy (husí maso), nebo kachny (kachní maso), existuje však řada dalších druhů mas různých druhů ptáků. Lze jej dělit podle barvy (na bělomasé a červenomasé) nebo podle typu drůbeže (hrabavá či vodní).
Drůbeží maso je bohaté na bílkoviny, tuky, vitaminy, minerální látky (hořčík, železo, fosfor) a na vodu. Obsah tuků je v porovnání s jinými masy (vepřové, hovězí) spíše nižší a libové kuřecí maso se proto někdy používá při dietním stravování (drůbeží maso je navíc obvykle lehce stravitelné). Mezi tučnější drůbeží maso patří typicky maso kachní či husí. Mezi typické výrobky z drůbežího masa patří šunky, salámy, klobásy, párky, ale také různé druhy trvanlivých konzerv či pomazánek (např. paštika). Používáno je i do polévek (např. vývar), na výrobu tlačenek nebo kuřecích nuget.
Drůbeží maso se dělí na čtyři části: prsa, křídla a horní a spodní stehna.